# Östermalma

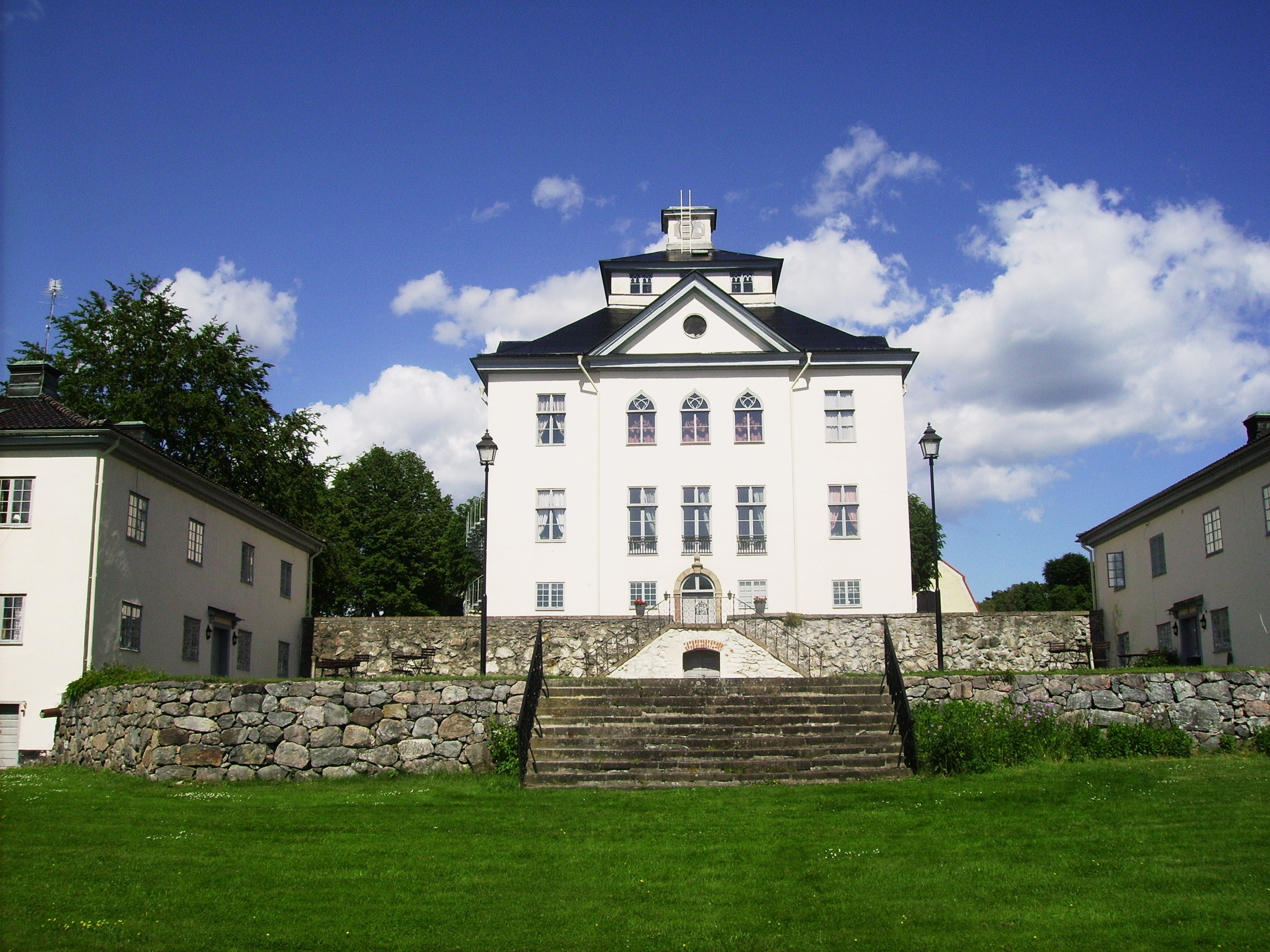
Öster Malma herrgård.

Öster Malma är ett gods i Ludgo socken i Nyköpings kommun. Från 1946 bedriver Svenska Jägareförbundet sin verksamhet på Öster Malma med sitt nationella kansli och kursverksamhet och utbildning till viltmästare. Här finns även konferens- och restaurangverksamhet med inriktning på vilt.
Öster Malma är av riksintresse för kulturmiljövården i Södermanlands län enligt beslut av Riksantikvarieämbetet.
Ungefär en kilometer söder om slottet ligger Bruket, uppförd under karolinsk tid som grindstuga för Öster Malma ägor. En motsvarande stuga är belägen en kilometer norr om Öster Malma vid Backen.

## Historia
Öster Malma har sitt ursprung i en by om två mantal som på 1650-talet förvandlades till säteri. Ett större gravfält från yngre järnålder öster om Malmasjön kan med största sannolikhet kopplas till byn.
De båda frälsegårdarna i Östermalma by köptes i början av 1640-talet av Johan Silfverstierna. Vid hans död 1660 ärvdes gården av hans dotter Anna Maria, gift med Wilhelm Böös Drakenhielm. Under hans tid börjar uppförandet av den karolinsk sätesbyggnad i tre våningar som ännu står på två flyglar som ännu står på platsen. Ritningarna utfördes av Jean de la Vallée som var gift med Drakenhielms syster, byggmästaren var Michael Cobisofsky. Räkenskapsböckerna 1666–1669 finns bevarade och visar att man 1666 var sysselsatta med att lägga in trappsten, mura spisar och lägga in golv, panela innertak och lägga spån på yttertaket, vilket visar att man då huvudsakligen var klara. Kopparsticket i Suecia antiqua et hodierna är utfört av Nicolas Perelle i Paris, och torde skilja sig ganska mycket från verkligheten. Erik Dahlbergs förlageteckning finns dock även bevarad, han besökte Östermalma flera gånger, första gången 1665 då han var förlovad med Drakenhielms dotter. Teckningen är dock fragmentarisk och visar att bygget då han gjorde sin teckning troligen inte kommit så långt. Traditionellt har säteriet angetts ha varit färdigställt 1668. Arbetet drog ut på tiden på grund av ekonomiska besvär, Drakenhielm tvingades en tid till och med panstätta säteriet. Vid hans död 1676 var vindsvåningen ännu inte färdiginredd, den ena sjöflygeln anges ha blivit förstörd av brand. Därefter finns mycket lite information om vad som hände med Östermalma. Hans änka bodde kvar på godset fram till sin död 1697.
Erland Broman sålde Östermalma till greve Wolter Reinhold Stackelberg, och det var här, hos sin svåger Stackelberg, som Hedvig Taube tillbringade sommaren och hösten 1740, när hon tillfälligt förvisats från huvudstaden för sitt förhållande med kung Fredrik I.
När Östermalma återkommer i källorna ägs det av änkan Ulrika Elonora Ridderstolpe, kort därefter omgift med Wolter Reinhold von Stackelberg. Ulrika Elonora Ridderstolpe avled 1767 och efter hennes död bosatte sig Wolter Reinhold von Stackelberg permanent på Östermalma. Under hans tid, någon gång 1767–1790 uppfördes stallflyglarna.
Den vitputsade ladugården härstammar från början av 1800-talet, medan logen uppfördes i början av 1900-talet.
Syskonen Gustaf-Otto Adelborg (1883–1965), Louise Adelborg (1885–1971) och Fredrik Adelborg (1886–1948) växte alla upp på Östermalma.
Från 1900 tillhörde det kanslirådet Hugo Tigerschiöld, som lät rusta upp slottet. Gustav Melcher Borms sålde som siste private ägare godset till staten 1944. Från 1946 bedriver Jägareförbundet sin verksamhet på Öster Malma, och 1993 köptes godset av förbundet. Efter en större upprustning invigdes huvudkontor, konferens- och utbildningsanläggningen 2003 i den tidigare gamla ladugården.

## Bilder

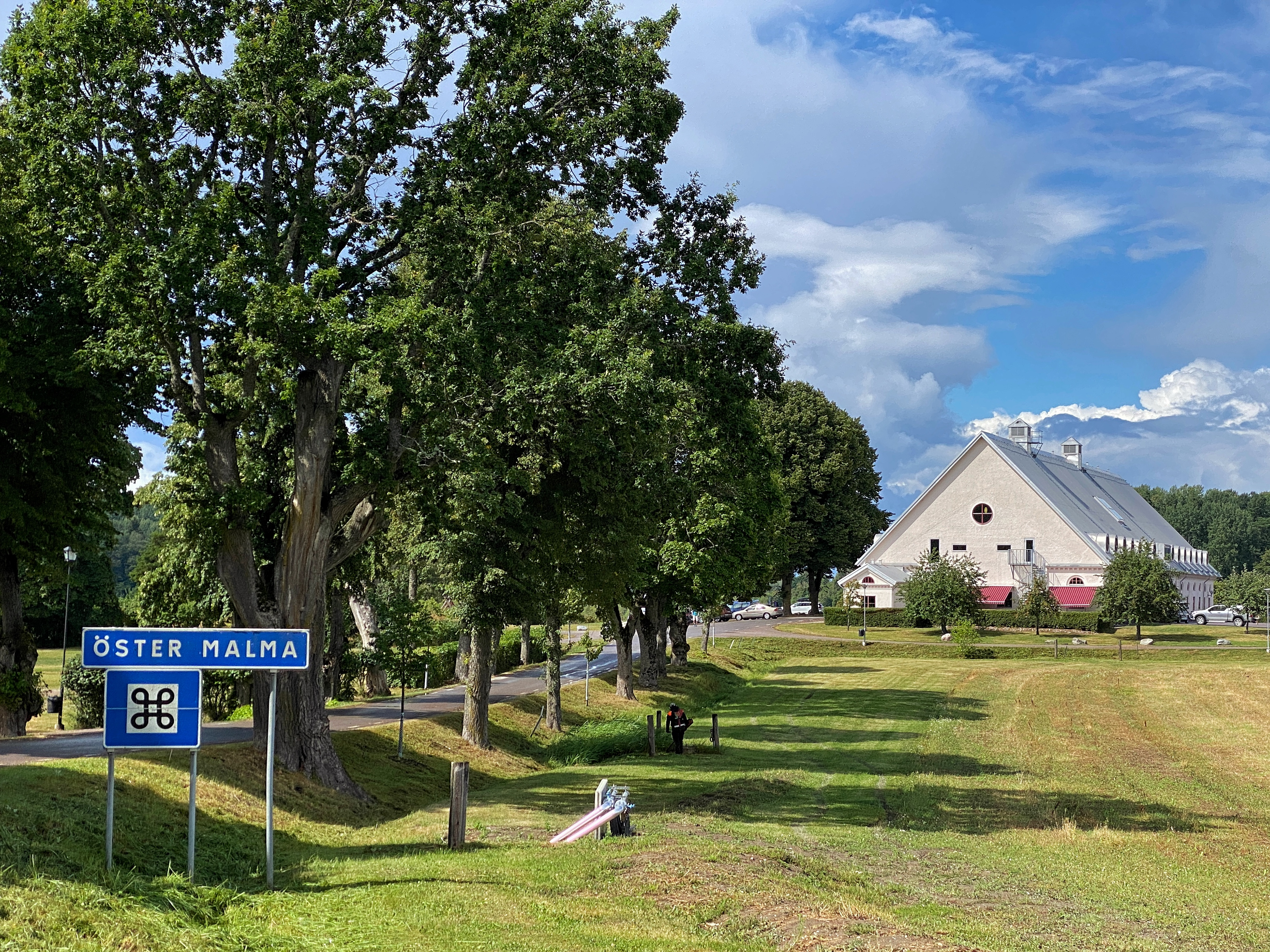
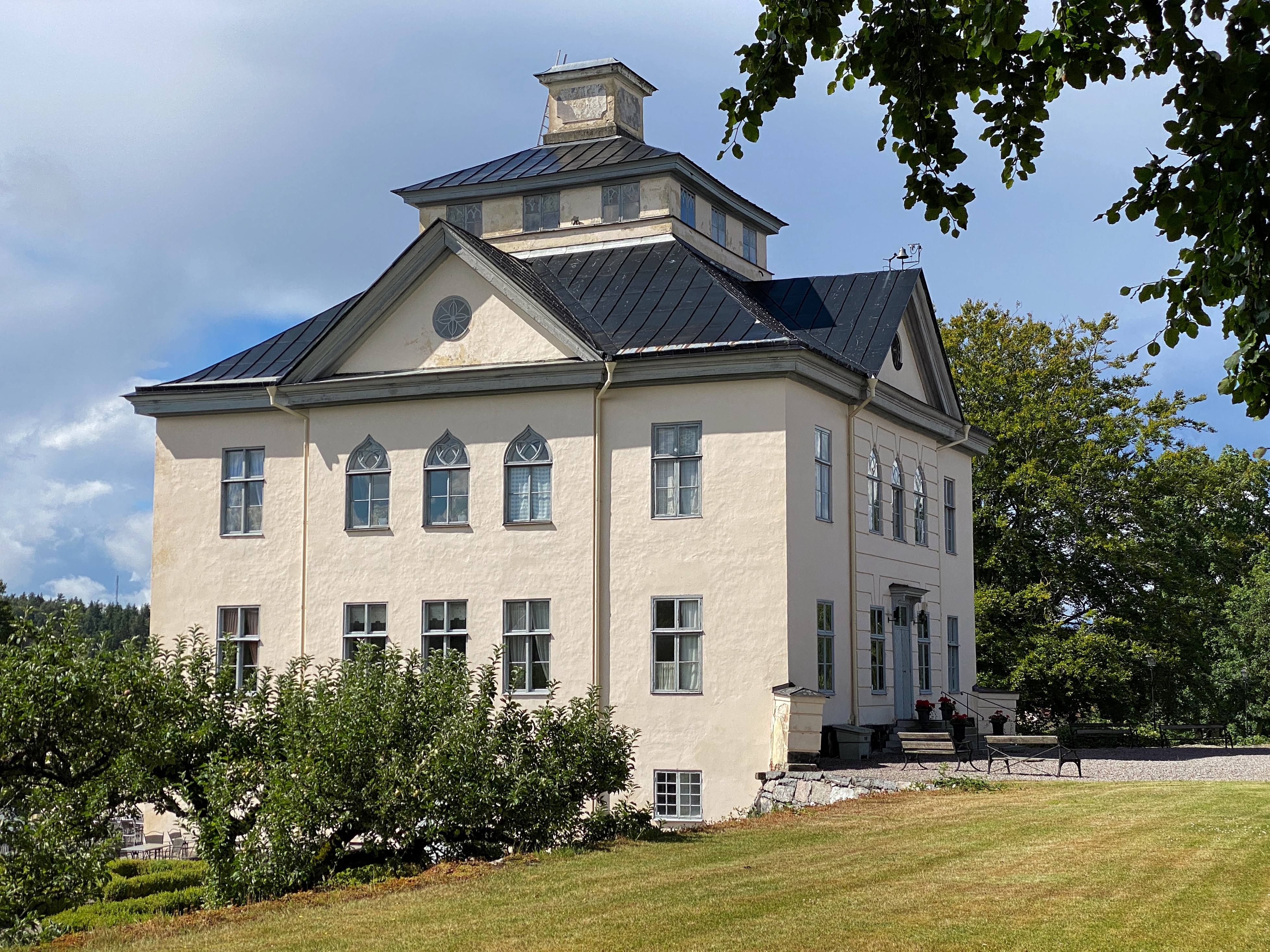
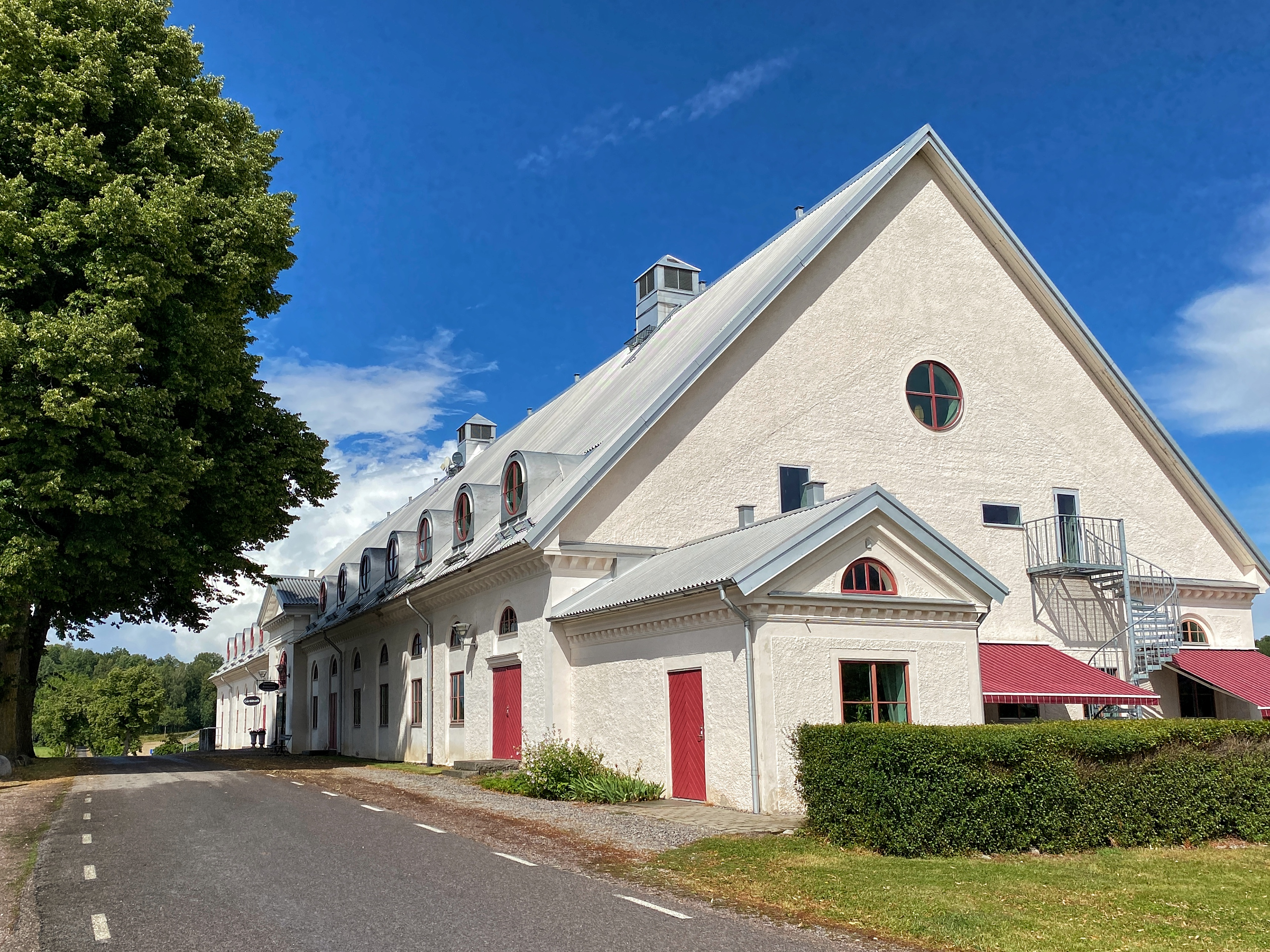
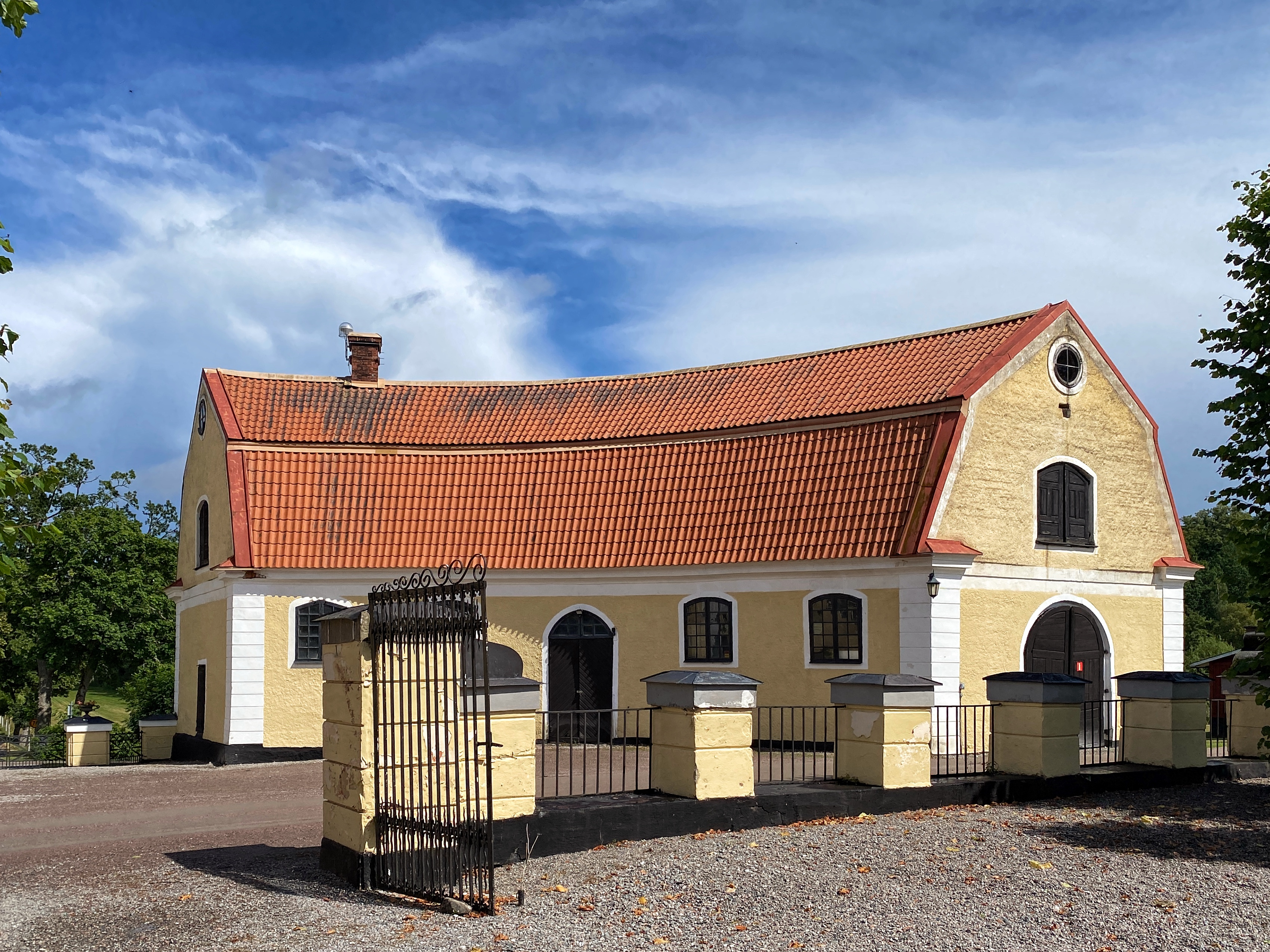
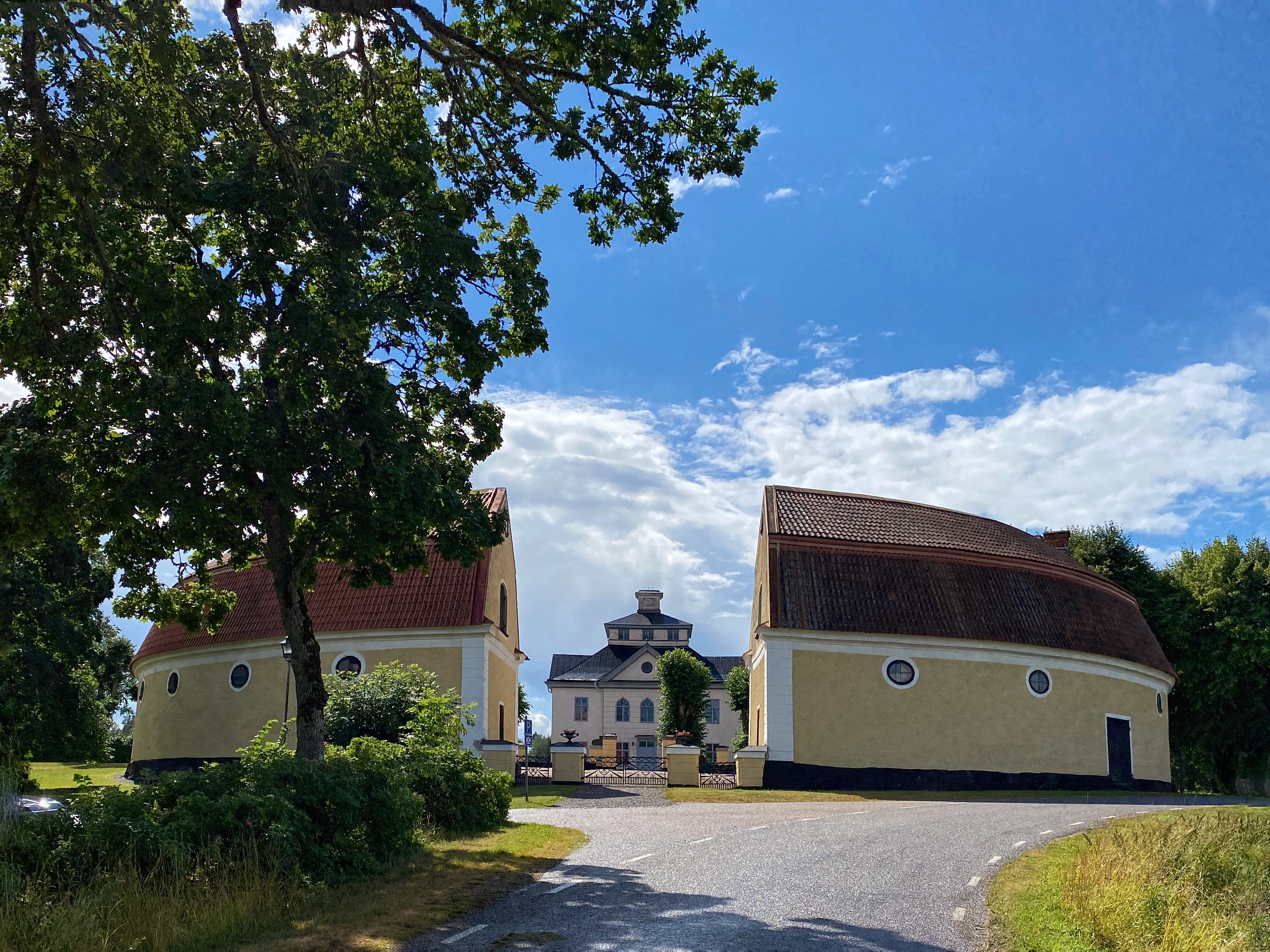
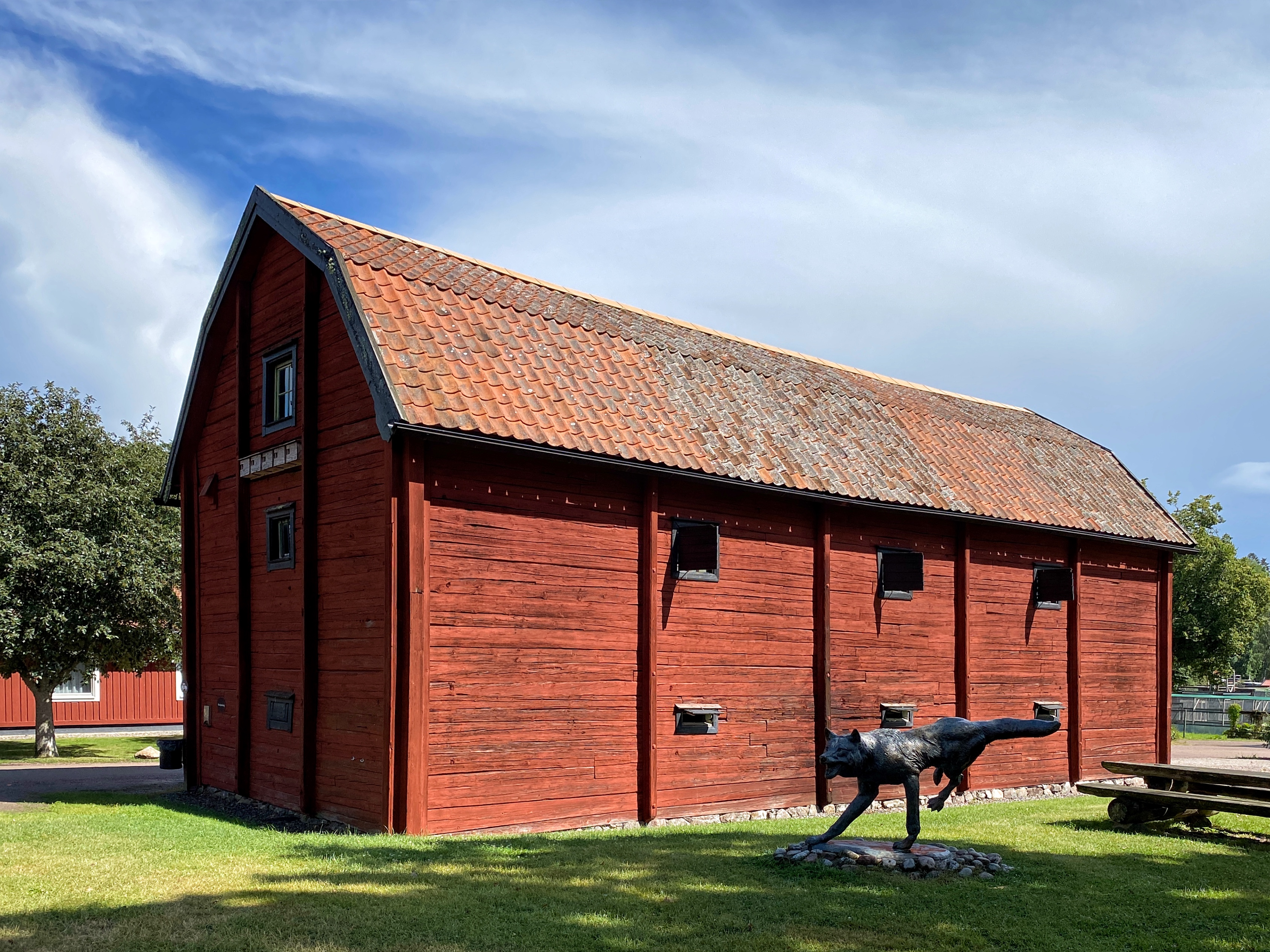
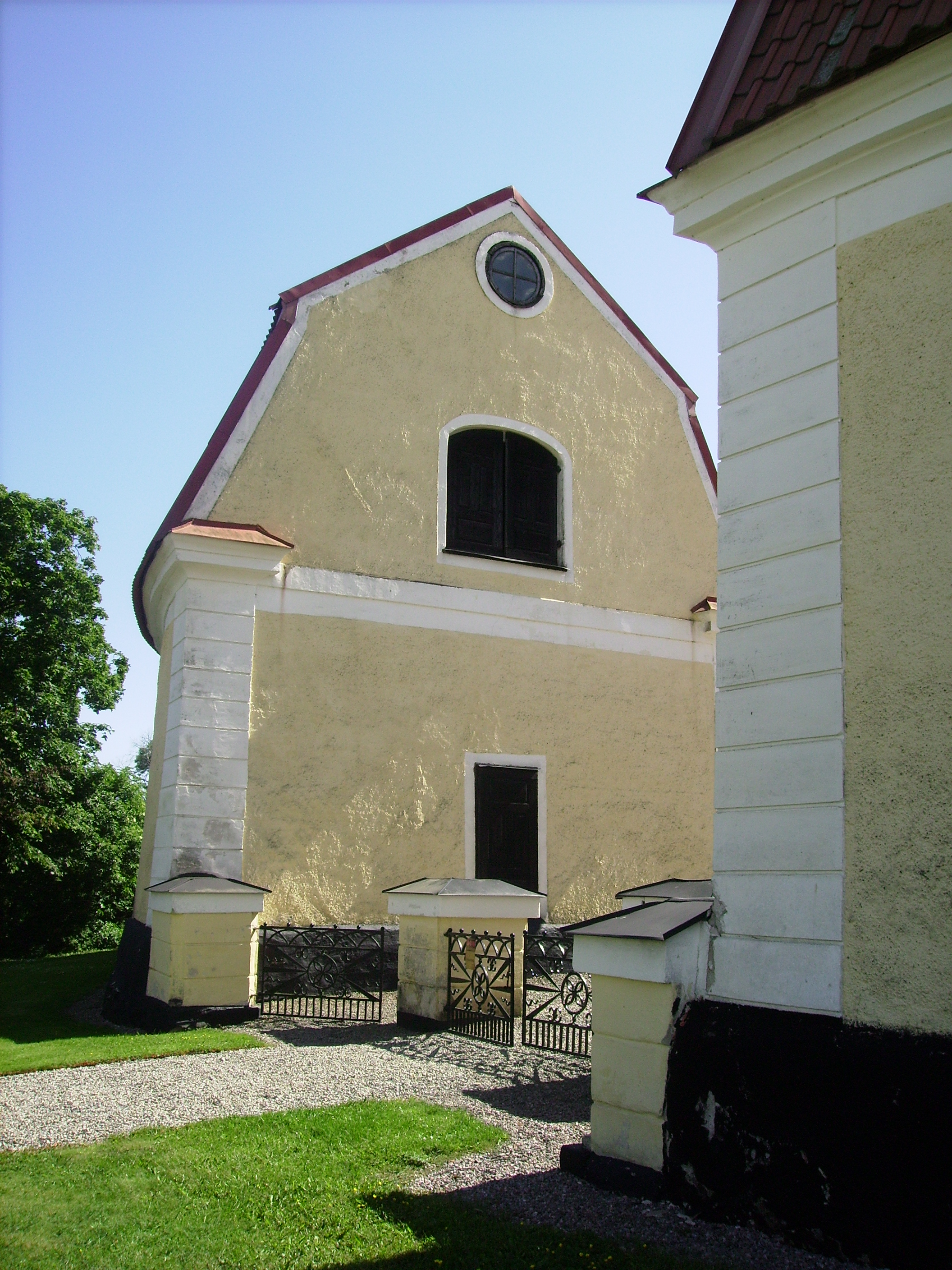